# Wie is er bang voor Virginia Woolf?

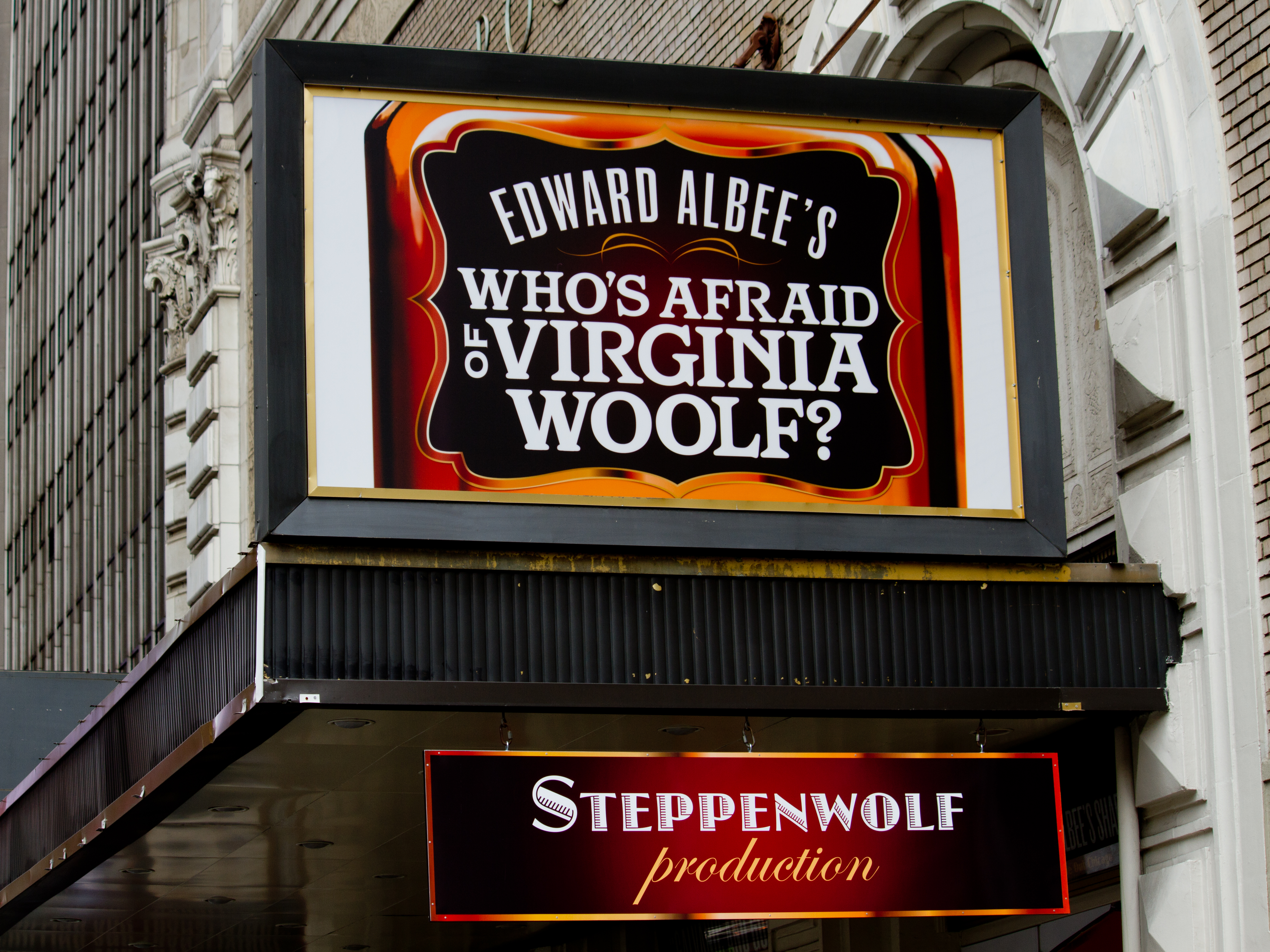
Booth Theatre, Broadway, 2012

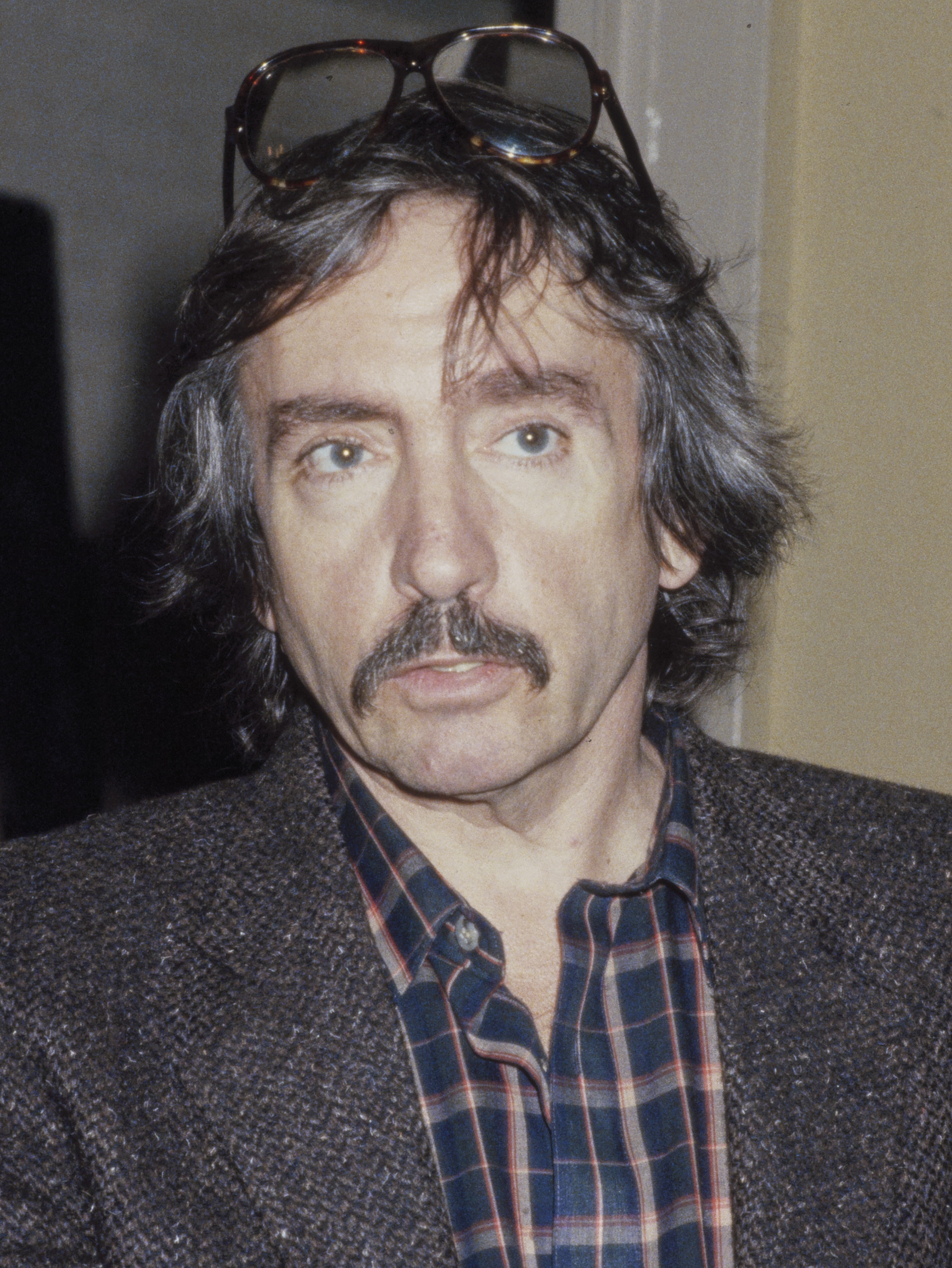
Edward Albee, 1981

Who's Afraid of Virginia Woolf?, in het Nederlands vertaald als Wie is (er) bang voor Virginia Woolf?, is een toneelstuk in drie bedrijven uit 1962 van de Amerikaanse toneelschrijver Edward Albee (1928-2016).

## Who's Afraid of Virginia Woolf?
Het toneelstuk, met de relatief lange tijdsduur van meer dan drie uur, werd voor het eerst opgevoerd op 13 oktober 1962 in het Billy Rose Theater op Broadway in New York. De regisseur was Alan Schneider en de cast bestond uit Uta Hagen als Martha, Arthur Hill als George, Melinda Dillon als Honey en George Grizzard als Nick. Het stuk was een groot succes. Toen de productie op 16 mei 1964 stopte waren er (na vijf try-outs) 664 voorstellingen gegeven, gemiddeld 35 per maand inclusief matinees. Om deze hoge frequentie te kunnen handhaven werden voor de vier rollen ook andere acteurs aangetrokken, onder wie Henderson Forsythe en Ray McAnally als George en Kate Reid, Mercedes McCambridge en Elaine Stritch als Martha.
In Broadway-theaters is het stuk daarna opnieuw op de planken gebracht in 1976, 2005 en 2012-2013. Het werd wereldwijd populair en behoort tot de meest gespeelde theaterstukken uit de 20e eeuw.

### Inhoud
De bedrijven hebben als titels:

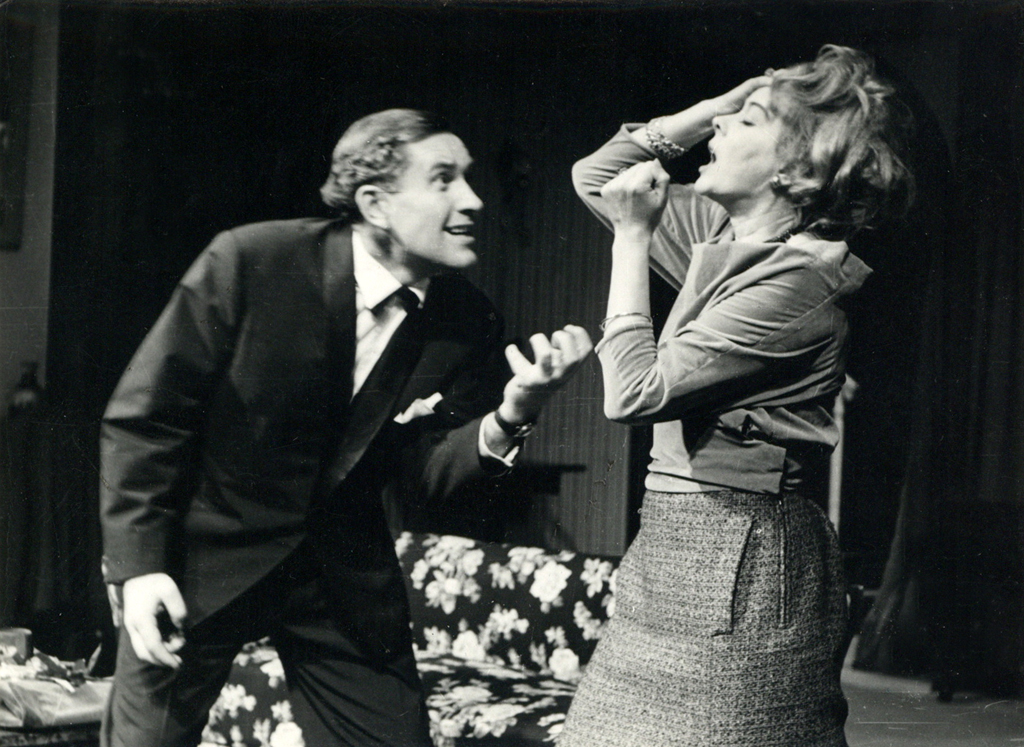
Ljubljana, 1964 (George, Martha)

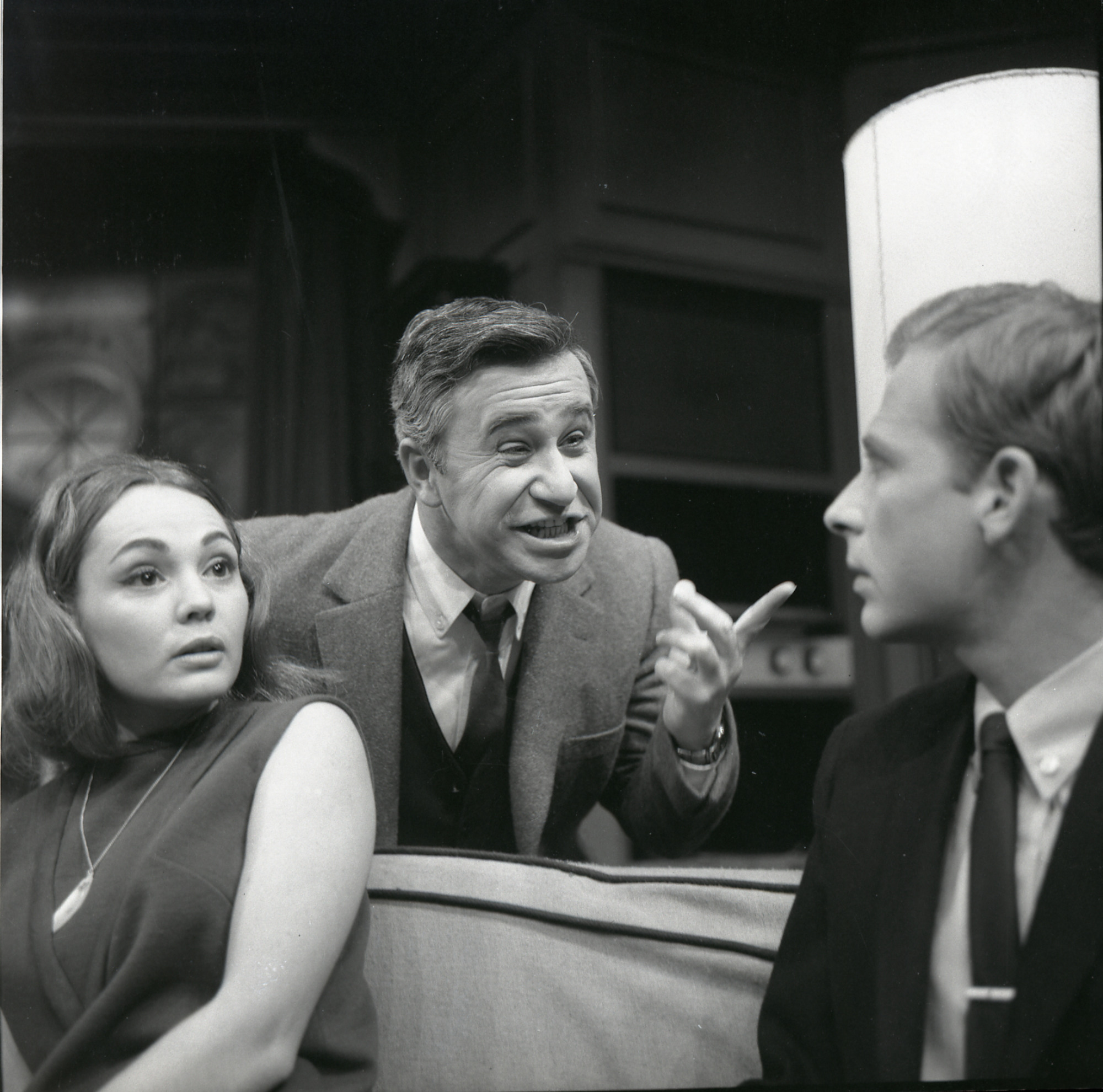
Tel Aviv, 1966 (v.l.n.r. Honey, George, Nick)

Otterbein, Indiana, 2007 (v.l.n.r. Honey, George, Martha, Nick)

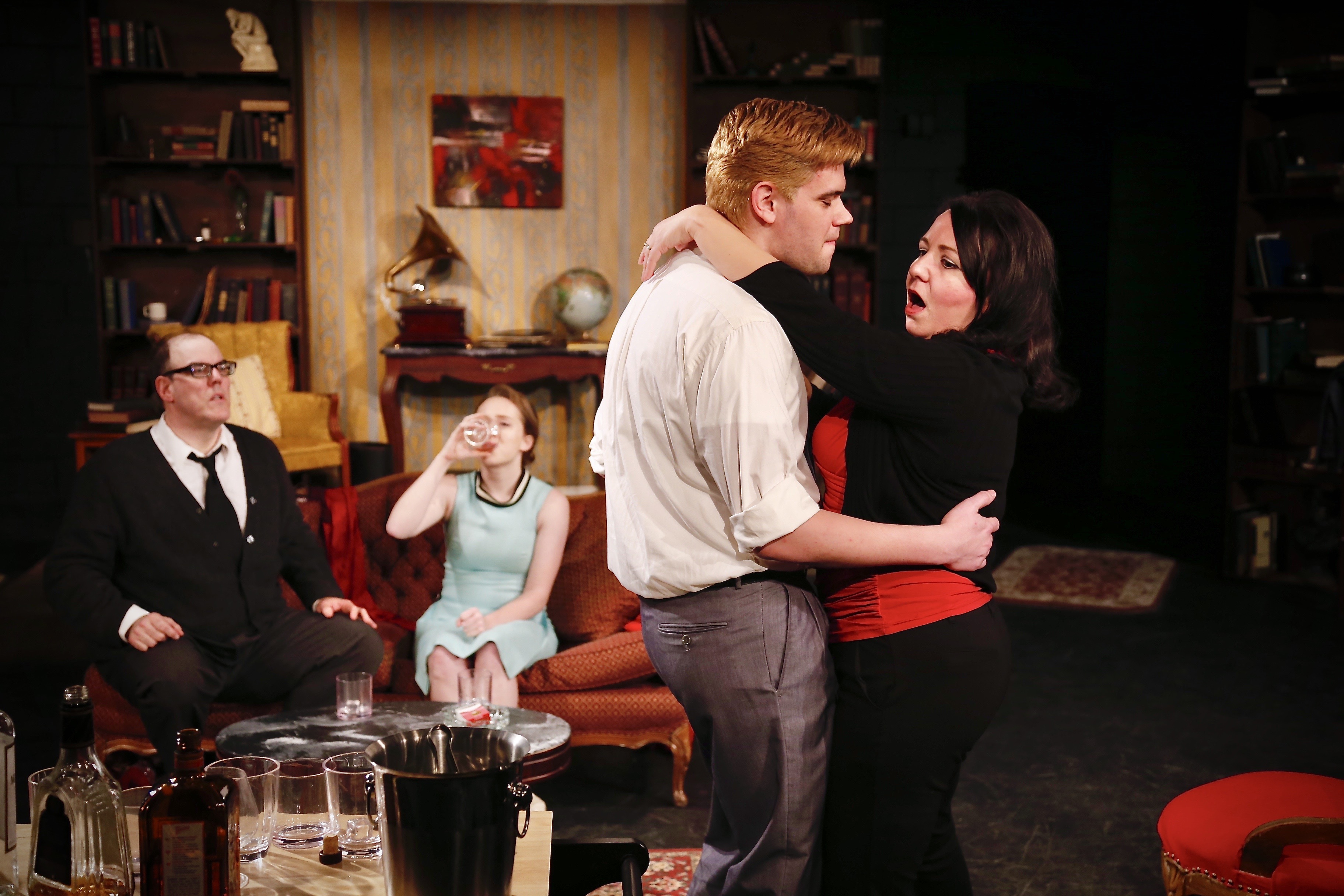
Otterbein, Indiana, 2017 (v.l.n.r. George, Honey, Nick, Martha)

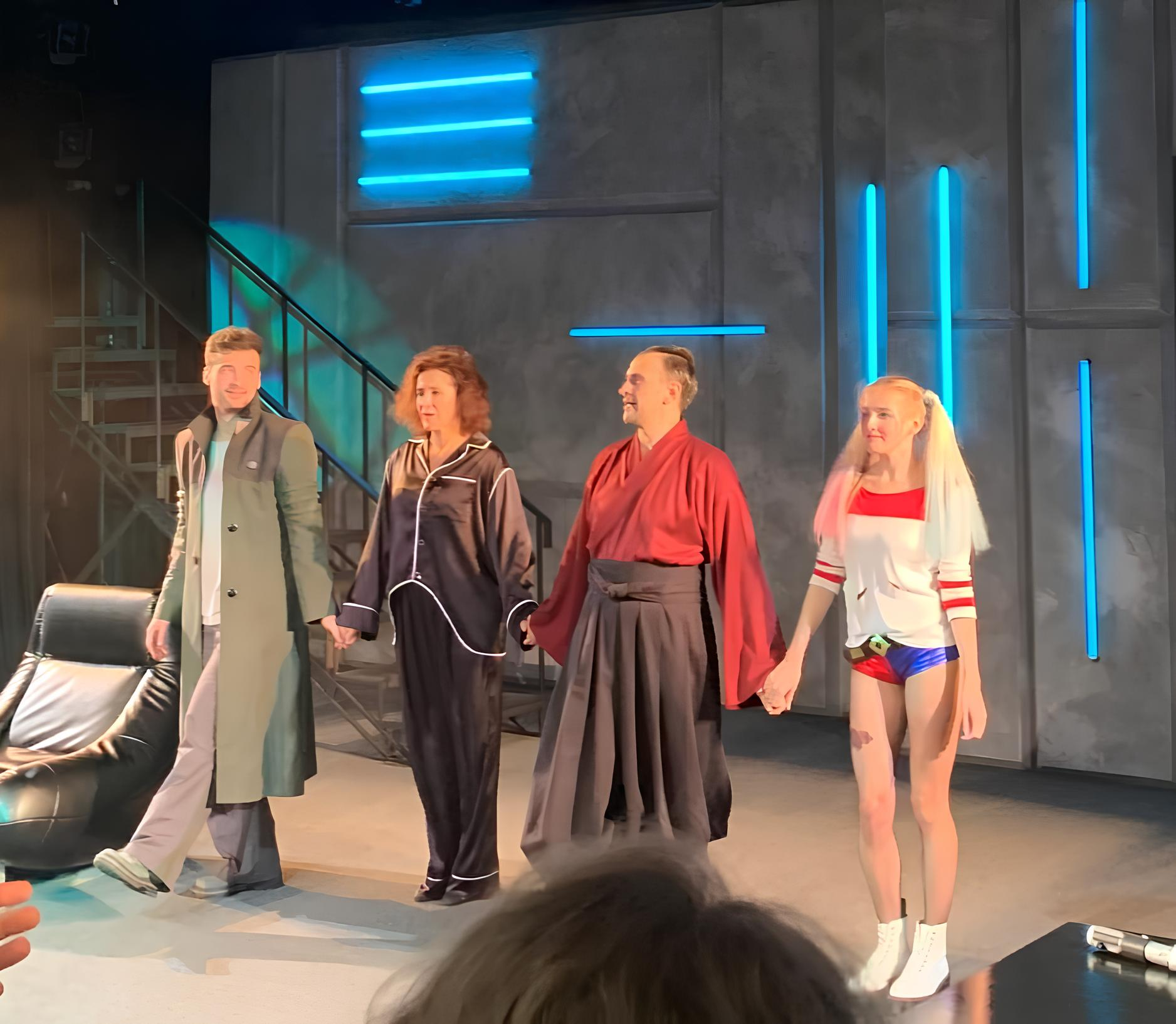
Slotapplaus, Kiev, 2023 (v.l.n.r. Nick, Martha, George, Honey)

1. Fun and Games (Pret en spelletjes)
2. Walpurgisnacht (Heksensabbat)
3. The Exorcism (Geestenbezwering)

Het stuk draait meer om de dialoog dan om de handeling. Alle drie bedrijven spelen zich af in de woonkamer van het appartement in New England van George en Martha, een kinderloos echtpaar van middelbare leeftijd. Volgens de regieaanwijzingen van Albee zoals die in 1964 door de eerste vertaler Gerard (van het) Reve werden geformuleerd:
Martha: een grote, luidruchtige vrouw, 52, goed geconserveerd, stevig gebouwd, maar niet mollig. George: haar echtgenoot, mager, met grijzend haar, 46.
Zij zijn vastgelopen in de sleur van hun huwelijk en George is uitgekeken op zijn baan als hoogleraar geschiedenis. Als uitloop van een feestje komt een jonger getrouwd stel op bezoek: Nick, een pas benoemde hoogleraar biologie, en zijn vrouw Honey. Er wordt stevig gedronken en tijdens de nacht ontstaat er sluipenderwijs een beklemmende, giftige ruzie tussen George en Martha, die het andere echtpaar gebruiken om elkaar te kwetsen.

### Commentaar
In het stuk laat Albee een grimmige en ontluisterende kant zien van de American Dream. De thematiek sluit aan op die van Albees vorige toneelstuk, de satirische eenakter The American Dream uit 1961, maar de toon is harder en cynischer. Het ideaalbeeld van harmonie, geluk en onbeperkte kansen in de Amerikaanse samenleving wordt scherp doorgeprikt. In dit opzicht wordt het als symbolisch beschouwd dat Albee de namen George en Martha ontleende aan die van George Washington, de eerste president van de Verenigde Staten, en diens vrouw Martha. De gedesillusioneerde toneelpersonages George en Martha leven hun diepe frustraties op elkaar uit en slepen Nick en Honey, wier positieve wereldbeeld onderuit wordt gehaald, mee in hun destructieve spel.
De in de titel genoemde Britse schrijfster Virginia Woolf, naar wie min of meer terloops verwezen wordt, speelt in het verhaal geen rol. Aan het eind van het stuk zingt George voor Martha: "Wie is er bang voor Virginia Woolf?", waarop Martha antwoordt: "Ik, George... ik". Het is een woordspeling op het populaire liedje Who's Afraid of the Big Bad Wolf? (Wie is er bang voor de Grote Boze Wolf?) uit Walt Disneys animatiefilm Three Little Pigs uit 1933, dat de gasten op het voorafgaande feestje hebben gezongen. Albee had het zinnetje zien staan als graffiti op de muur van een bar in Greenwich Village.

### Prijzen
Who's Afraid of Virginia Woolf? kreeg vele bekroningen voor het beste toneelstuk:
- de Tony Award 1963
- de New York Drama Critics' Circle Award 1962-1963
- de Foreign Press Association Award 1963
- de Outer Circle Award 1963
- de Saturday Review Drama Critics Award 1963
- de Variety Drama Critics’ Poll Award 1963
- de Evening Standard Award 1964

Het werd ook geselecteerd voor de Pulitzerprijs in de categorie Drama. Hoewel het bestuur van de Columbia-universiteit, dat hierover moest beslissen, zei het belang van het stuk in te zien, werd de nominatie verworpen vanwege het gebruik van schuttingtaal en seksuele thema's. Het gevolg was dat er in 1963 geen Pulitzerprijs voor drama werd uitgereikt.
Een langspeelplaat van het toneelstuk, opgenomen met de oorspronkelijke Broadway-cast, won in 1964 een Grammy Award in de categorie Gesproken Woord.

## Verfilming
Het toneelstuk werd in 1966 verfilmd onder regie van Mike Nichols. Albee's tekst werd bewerkt door scenarioschrijver Ernest Lehman, tevens de producent. De acteurs waren Elizabeth Taylor als Martha, Richard Burton als George, George Segal als Nick en Sandy Dennis als Honey. De film werd gemaakt voor een budget van $ 7,5 miljoen en behaalde een opbrengst van $ 40 miljoen. Het is de enige film die in elke categorie van de Oscars genomineerd werd. Deze dramafilm won uiteindelijk vijf Oscars.

## Nederlandse vertaling

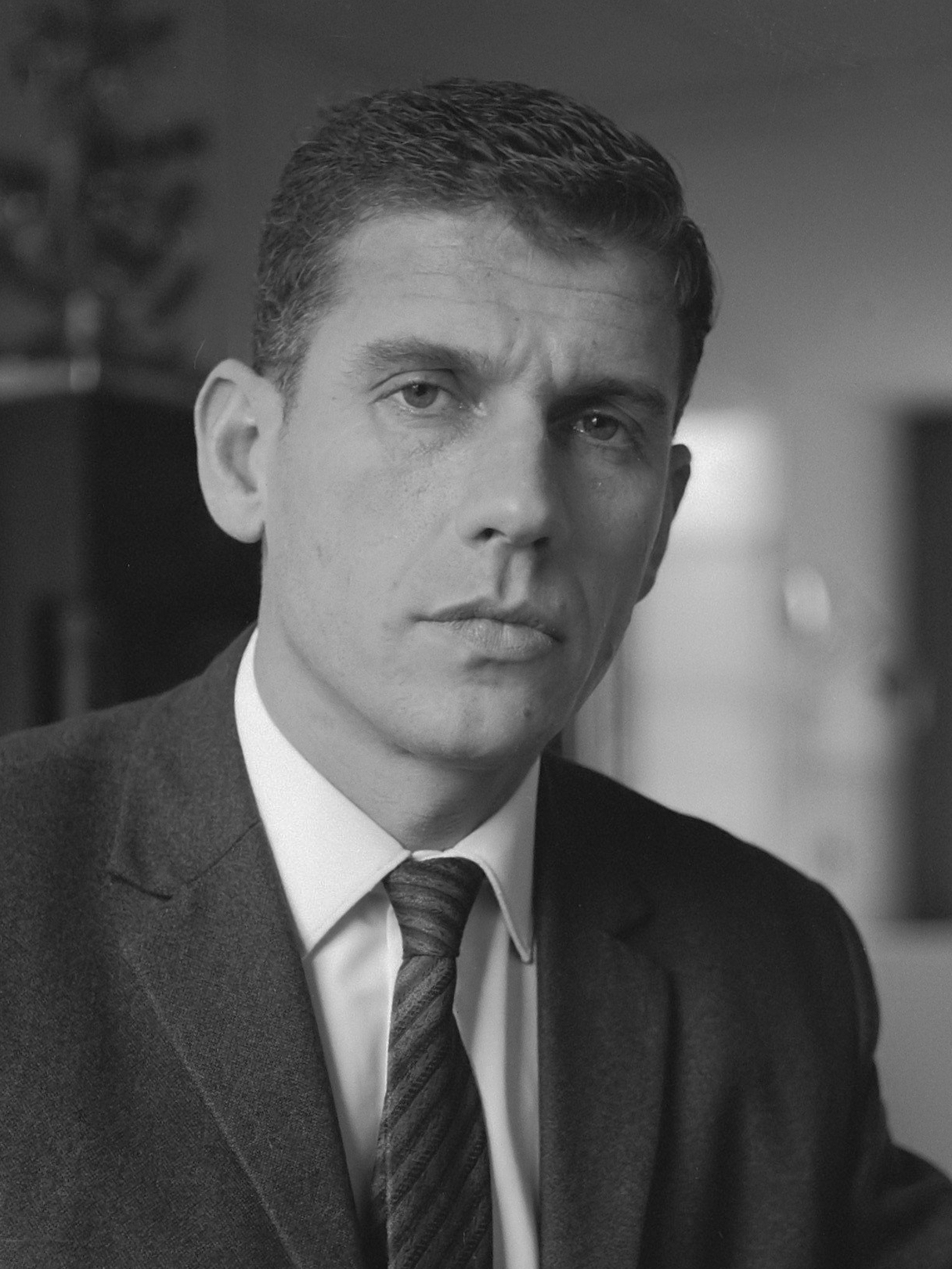
Gerard (Kornelis van het) Reve ten tijde van het vertaalwerk aan het stuk

Who's Afraid of Virginia Woolf? is en wordt onder de titel Wie is (er) bang voor Virginia Woolf? met grote regelmaat opgevoerd in het Nederlands taalgebied, in de vertaling van G.K. van het Reve (1964) die ook The American Dream (De droom van Amerika) had vertaald, of van Coot van Doesburgh (2002). Voor meer dan twee versies wilde Albee geen toestemming geven, zoals het Onafhankelijk Toneel in 2005 ervoer.

#### Eerste producties in 1964
De eerste producties in 1964 maakten grote indruk en vestigden de blijvende reputatie van het stuk. De recensenten waren het erover eens dat de vertaling van Gerard (van het) Reve zeer bijdroeg tot het succes. Reve zelf, die ook aangaf dat Wim Schuhmacher ('Wimie') een aandeel had gehad in het vertaalwerk, schreef er later over:
"Het stuk ziet er op het eerste gezicht grof in elkaar gegooid uit, maar is in werkelijkheid van een uiterst geraffineerde & ongehoord konsekwent doorgezette komposietsie. Na ieder bedrijf denk je: nu zijn we op de bodem - dieper, erger, totaler kan toch de ontreddering niet meer vertolkt worden, hierna; & toch gaat het volgende bedrijf wederom dieper de duisternis in. […] Wat een grandioos stuk! Ik kon me er wel in uitleven, in de vertaling. De regie morde wel eens van: ‘Maar dat staat er toch niet?’ waarop ik eens repliceerde: ‘Nee, maar het had er wel moèten staan".
De acteurs Nand Buyl (George), Gella Allaert (Martha), Bert Struys (Nick) en Denise De Weerdt (Honey) introduceerden Wie is bang voor Virginia Woolf? in het Nederlands taalgebied in de Koninklijke Vlaamse Schouwburg in Brussel. Regisseur was Vic De Ruyter.
Ook de eerste productie in Nederland in datzelfde jaar, bij de Nederlandse Comedie in het Nieuwe de la Mar Theater in Amsterdam onder regie van Henk Rigters en met een decor van Edo Spier, haalde honderden uitverkochte voorstellingen. De acteurs waren Han Bentz van den Berg (George), Ank van der Moer (Martha), Will van Selst of Hans Boswinkel (Nick) en Femke Boersma (Honey).

#### Andere acteurs
Tot de Nederlandse en Vlaamse vertolkers van de rollen van George en Martha behoren ook:
- André van den Heuvel[12] en Kitty Janssen (1972)
- Eric Schneider en Annet Nieuwenhuijzen (1981)
- Kees Hulst en Viviane De Muynck[13] (1987)[14]
- Herman Naber en Geert de Jong (1994)
- Kuno Bakker en Manja Topper (Dood Paard 1994, reprise 2013 en 2019)
- Peter De Graef en Marie Louise Stheins (1995)[15]
- Edwin de Vries en Will van Kralingen (2002)
- Bert Luppes[16] en Ria Eimers (2005)
- Peter Van den Eede en Natali Broods (2005)
- Porgy Franssen en Olga Zuiderhoek (2006)
- Victor Löw en Linda van Dyck (2012)
- Jacob Derwig[17] en Maria Kraakman (2014)
- Paul Ooghe en Mieke Bouve (2016)
- Warre Borgmans en Carine Crutzen (2017)
- Frank Dierens en Darya Gantura (2019)
- Bas Hoeflaak en Sanne Wallis de Vries (2023-2024)

#### Tv-film
In 1973 werd voor de KRO een televisiebewerking gemaakt - gebaseerd op de Reve-vertaling maar enigszins ingekort - met André van den Heuvel (George), Kitty Janssen (Martha), Frederik de Groot (Nick) en Marja Lieuwen (Honey). Regisseurs waren Paul Cammermans en Lo van Hensbergen.

#### Wie is bang?
Who's Afraid of Virginia Woolf? is het uitgangspunt en mikpunt van het toneelstuk Wie is bang? van Tom Lanoye, waarin de vier oorspronkelijke personages gespiegeld worden in een ouder en een jonger acteursechtpaar. Deze voorstelling ging in het Zeeland Nazomerfestival 2019 in première in de Schouwburg in Middelburg in een productie van Theaterproductiehuis Zeelandia en NTGent onder regie van Koen De Sutter, met als acteurs Els Dottermans, Han Kerckhoffs, Dilan Yurdakul en Tarikh Janssen.